# Copiopteryx derceto
Copiopteryx derceto é um inseto da ordem Lepidoptera; uma mariposa, ou traça, noturna e neotropical da família Saturniidae e subfamília Arsenurinae, classificada em 1872 por J. Peter Maassen, com a denominação Eudaemonia derceto, na obra Beiträge zur Schmetterlingskunde : 1-5 Lieferung mit 50 schwarzenTafeln. Possui áreas claras, nas asas anteriores, lembrando uma folha rasgada, e o final de cada asa posterior se prolonga em uma cauda cuja função é distrair os seus predadores.
Essa espécie de Copiopteryx, endêmica em habitat de Mata Atlântica, está distribuída pela região sudeste e sul do Brasil, nos estados do Espírito Santo, Rio de Janeiro, São Paulo, Paraná, Santa Catarina e Rio Grande do Sul.

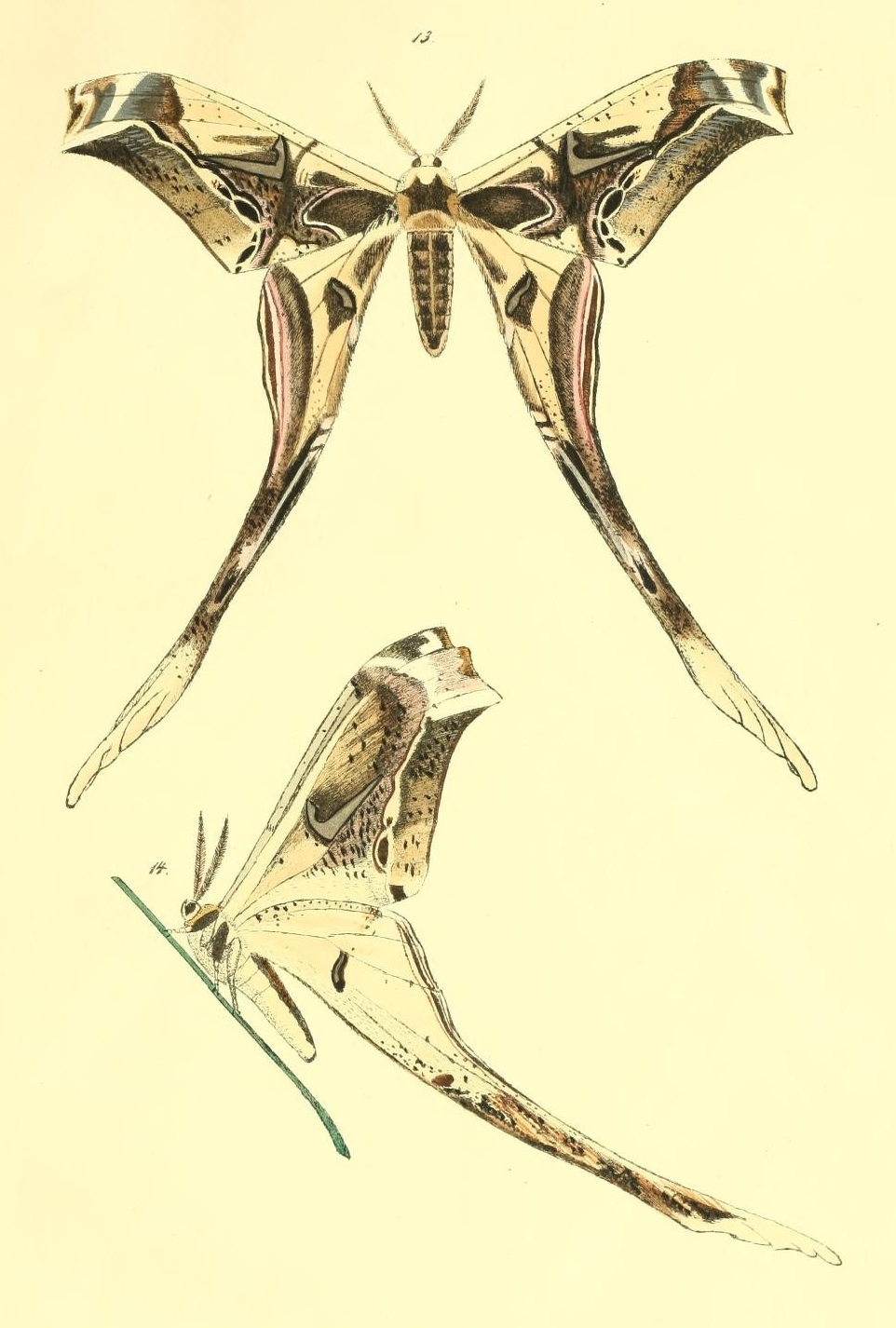
As primeiras ilustrações de C. derceto, vista superior (13) e inferior (14), ainda sob o nome Eudaemonia derceto, publicadas para a ciência no ano de 1872 por J. Peter Maassen, na obra Beiträge zur Schmetterlingskunde : 1-5 Lieferung mit 50 schwarzenTafeln, seu espécime sendo um macho (♂).